# Crossota norvegica
Crossota norvegica är en nässeldjursart som beskrevs av Ernst Vanhöffen 1902. Crossota norvegica ingår i släktet Crossota och familjen Rhopalonematidae. Inga underarter finns listade i Catalogue of Life.